# Paraliancalus metallicus
Paraliancalus metallicus är en tvåvingeart som först beskrevs av Grimshaw 1901.  Paraliancalus metallicus ingår i släktet Paraliancalus och familjen styltflugor. Inga underarter finns listade i Catalogue of Life.